# René Leyvraz
René Leyvraz, né le 22 mai 1898 à Corbeyrier et mort le 24 novembre 1973 à Genève, est un journaliste suisse.

## Biographie
Né dans une famille paysanne vaudoise, René Leyvraz se détourne du protestantisme de sa famille pour le socialisme. Ses idées lui valent d'être renvoyé de l'École normale, mais il reste cependant attaché à la figure du Christ et finit par reconnaître l'incapacité du socialisme à répondre aux questions existentielles. 
Il quitta alors le quotidien Droit du Peuple et s'exile en Turquie. C'est là, en terre étrangère et dans le monde musulman, qu'il prend conscience de son attachement à sa patrie et au christianisme. Il se convertit au catholicisme, et revint en Suisse en 1923, où il est nommé rédacteur en chef du Courrier de Genève.
Il sera rédacteur en chef du Courrier durant 29 ans (de 1923 à 1935 et de 1945 à 1963). Il dirigera aussi La Liberté syndicale (organe des syndicats chrétiens et des sections ouvrières de la Fédération genevoise des corporations, de 1935 à 1942) et l’Écho illustré (hebdomadaire chrétien et culturel suisse, de 1940 à 1945). Entre 1935 et 1945, mal payé, il lui arrive de rédiger des articles comme pigiste pour Le Courrier, sous le pseudonyme de « Civis », et pour La Liberté.
Au sein du Parti indépendant chrétien-social, ainsi que dans les syndicats chrétiens-sociaux, il milite activement pour l'application de la Doctrine sociale de l'Église, luttant aussi bien contre les désordres engendrés par le capitalisme, que contre le communisme et la lutte des classes. Il est député au Grand Conseil de la République et canton de Genève de 1927 à 1940.
À partir de 1935, sa carrière de journaliste fut marquée par des relations parfois tendues avec l'autorité épiscopale - il quitta Le Courrier avant d'y revenir après la nomination de Mgr Charrière - et par sa critique virulente de « l'affairisme ».
René Leyvraz fut l'un des fondateurs de la Ligue du Gothard, un mouvement de la société civile suisse constitué en 1940 afin de combattre le défaitisme et la propagande nazie durant la Seconde Guerre mondiale.

## Publications
- René Leyvraz, Les chemins de la montagne : itinéraire d'un converti, Paris, Bloud et Gay, 1928, 220 p.
- René Leyvraz, La crise de notre démocratie, Genève, Comité romand des Jeunes travailleurs, 1937, 25 p.
- René Leyvraz, Le problème de la neutralité scolaire, Genève, Syndicat chrét. et corpor. de l'enseign. officiel, 1937, 8 p.
- René Leyvraz, Le malaise paysan : ses causes - ses remèdes : conférence, Genève, Fédération genevoise des corporations agricoles, 1938, 10 p.
- René Leyvraz, Les origines de la Ligue du Gothard, Section genevoise de la Ligue du Gothard, 1940, 12 p.
- René Leyvraz, Principes d'un ordre nouveau, Lausanne, Institut romand d'études corporatives, 1940, 77 p.

Sélection d’articles
- René Leyvraz, « Le problème de la neutralité scolaire à Genève », Schweizer Schule, vol. 27, no 12,‎ 1940, p. 464-467 (lire en ligne)
- René Leyvraz, « Contre nature », Der Kreis – Le Cercle, Zurich, vol. 21, no 4,‎ 1953, p. 19-21 (lire en ligne)Article paru fin novembre 1952 dans Le Courrier et repris dans Der Kreis – Le Cercle revue mensuelle du milieu homosexuel suisse, qui dénonce une « campagne de presse » de Leyvraz.
- René Leyvraz, « Remarques sur le rôle de la presse », Civitas, nos 5/9,‎ 1957, p. 168-171